# Interferòmetre d'àtoms
Un interferòmetre d'àtoms utilitza la naturalesa ondulatòria dels àtoms per produir interferències. En els interferòmetres d'àtoms, els papers de la matèria i la llum s'inverteixen en comparació amb els interferòmetres basats en làser, és a dir, el divisor de feix i els miralls són làsers mentre que la font emet ones de matèria (els àtoms) en lloc de llum. Els interferòmetres atòmics mesuren la diferència de fase entre les ones de matèria atòmica al llarg de diferents camins. Les ones de matèria es controlen i manipulen mitjançant sistemes de làsers. Els interferòmetres d'àtoms s'han utilitzat en proves de física fonamental, incloent mesures de la constant gravitatòria, la constant d'estructura fina i la universalitat de la caiguda lliure. Els usos aplicats dels interferòmetres atòmics inclouen acceleròmetres, sensors de rotació i gradiòmetres de gravetat.

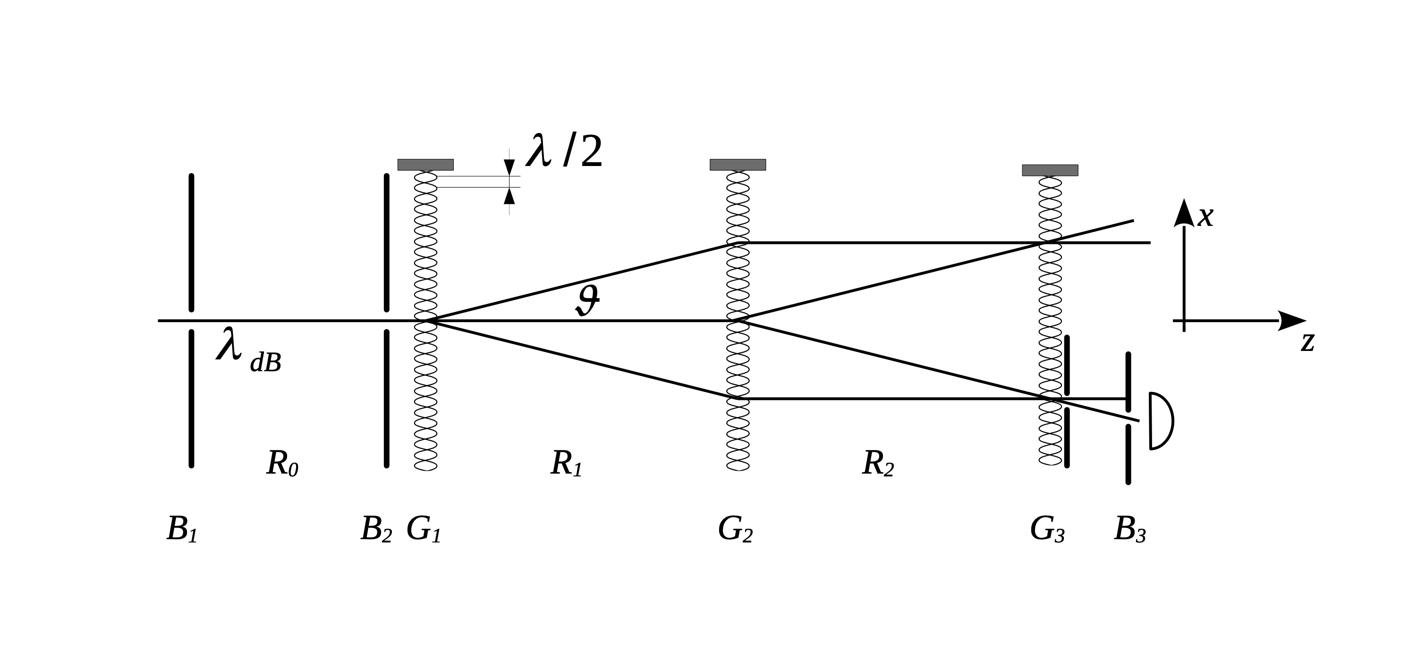
Esquema de l'interferòmetre d'ona atòmica amb xarxes de difracció de la llum

## Visió general
La interferometria divideix una ona en una superposició al llarg de dos camins diferents. Un potencial dependent espacialment o una interacció local diferencia els camins, introduint una diferència de fase entre les ones. Els interferòmetres d'àtoms utilitzen ones de matèria de centre de massa amb longitud d'ona de Broglie curta. S'han proposat experiments amb molècules per buscar els límits de la mecànica quàntica aprofitant les longituds d'ona de De Broglie més curtes de les molècules.

## Tipus d'interferòmetres

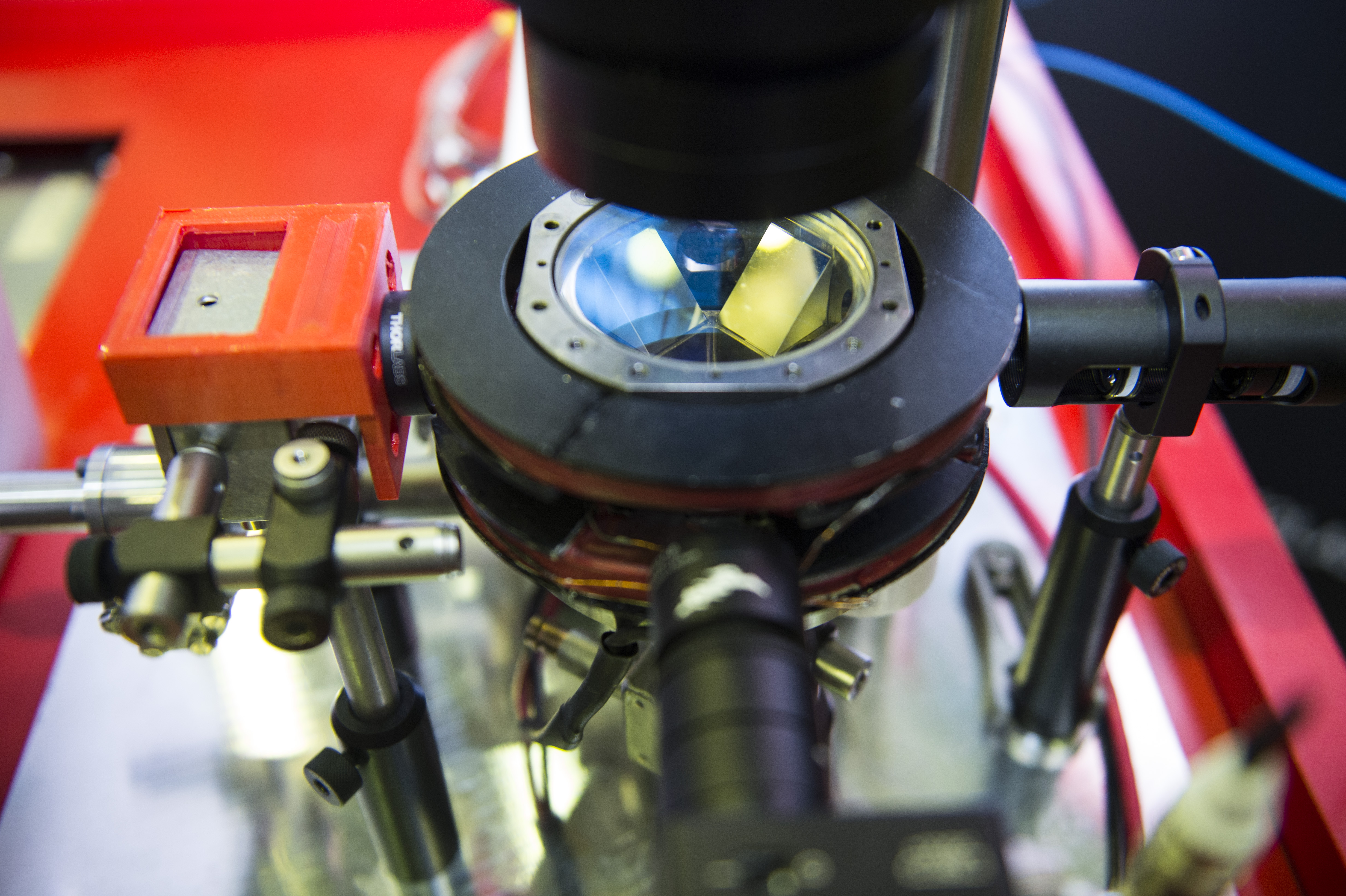
Una trampa magnetoòptica compacta, el primer pas per generar un interferòmetre àtom.

Si bé l'ús d'àtoms ofereix un fàcil accés a freqüències més altes (i, per tant, precisions) que la llum, els àtoms es veuen afectats molt més fortament per la gravetat. En alguns aparells, els àtoms són expulsats cap amunt i l'interferometria té lloc mentre els àtoms estan en vol, o mentre cauen en vol lliure. En altres experiments no es neguen els efectes gravitatoris per acceleració lliure; s'utilitzen forces addicionals per compensar la gravetat. Tot i que aquests sistemes guiats en principi poden proporcionar quantitats arbitràries de temps de mesura, la seva coherència quàntica encara està en discussió. Estudis teòrics recents indiquen que la coherència es manté efectivament en els sistemes guiats, però això encara no s'ha confirmat experimentalment.
Els primers interferòmetres d'àtoms van desplegar escletxes o cables per als divisors de feix i miralls. Els sistemes posteriors, especialment els guiats, van utilitzar forces de llum per dividir i reflectir l'ona de matèria.

## Història
La interferència de les ones de matèria de l'àtom va ser observada per primera vegada per Immanuel Estermann i Otto Stern el 1930, quan un feix de sodi (Na) es va difractar d'una superfície de clorur de sodi (NaCl). El primer interferòmetre d'àtoms modern reportat va ser un experiment de doble escletxa amb àtoms d'heli metaestables i una doble escletxa microfabricada per O. Carnal i Jürgen Mlynek el 1991, i un interferòmetre que utilitzava tres reixes de difracció microfabricades i àtoms de Na al grup al voltant de David. E. Pritchard a l'Institut Tecnològic de Massachusetts (MIT). Poc després, una versió òptica d'un espectròmetre Ramsey que s'utilitza habitualment en rellotges atòmics també es va reconèixer com a interferòmetre atòmic al Physikalisch-Technische Bundesanstalt (PTB) de Braunschweig, Alemanya. La separació física més gran entre els paquets d'ona parcial dels àtoms es va aconseguir mitjançant tècniques de refrigeració làser i les transicions Raman estimulades per Steven Chu i els seus companys de feina a la Universitat Stanford.
El 2003, el grup de Viena també va demostrar la naturalesa ondulatòria de la tetrafenilporfirina, un biocolorant pla amb una extensió d'uns 2 nm i una massa de 614 Da. Per a aquesta demostració van emprar un interferòmetre Talbot-Lau de camp proper. En el mateix interferòmetre també van trobar serrells d'interferència per a C60 F48, una bola de bucky fluorada amb una massa d'uns 1600 Da, compost per 108 àtoms. Les molècules grans ja són tan complexes que donen accés experimental a alguns aspectes de la interfície quàntica-clàssica, és a dir, a determinats mecanismes de decoherència. El 2011, la interferència de molècules tan pesades com 6910 Da es podria demostrar en un interferòmetre Kapitza–Dirac–Talbot–Lau. El 2013, la interferència de molècules més enllà de 10.000 Da s'ha demostrat.
La revisió exhaustiva de 2008 d'Alexander D. Cronin, Jörg Schmiedmayer i David E. Pritchard documenta molts nous enfocaments experimentals a l'interferometria d'àtoms. Més recentment, els interferòmetres d'àtoms han començat a sortir de les condicions de laboratori i han començat a abordar una varietat d'aplicacions en entorns del món real.

## Aplicacions

### Física gravitatòria
El 2009, Holger Muller, Achim Peters i Steven Chu van fer una mesura precisa del desplaçament al vermell gravitatori. No es van trobar violacions de la relativitat general a 7×10−9.

### Navegació inercial
El primer equip que va fer un model de treball, el de Pritchard, va ser impulsat per David Keith Els giroscopis d'interferòmetre atòmic (AIG) i els giroscopis de gir atòmic (ASG) utilitzen interferòmetre atòmic per detectar la rotació o, en aquest últim cas, utilitzen gir atòmic per detectar la rotació amb tots dos de mida compacta, alta precisió i la possibilitat de fer-se en un xip. escala.